# Roberto Camardiel
Roberto Camardiel Escudero (Alagón, Zaragoza, 29 de noviembre de 1917-Zaragoza, 15 de junio de 1989) fue un director teatral y actor español.

## Biografía
Roberto Camardiel Escudero nace en Alagón el día 29 de noviembre del año 1917, festividad de San Saturnino, de ahí que su nombre completo sea el de Saturnino Roberto, y que su familia le llamara familiarmente «Nino». Era costumbre de la Iglesia en aquellas fechas que en un bautismo le impusieran en primer lugar el nombre del santo del día y en segundo lugar el elegido por la familia. En concreto el de Roberto fue elegido por su madre ya que por aquel entonces circulaban novelas románticas por entregas y uno de los protagonistas más famosos se llamaba Roberto.
De Saturnino Roberto Camardiel Escudero son sus padres: Asunción Escudero Saldaña y Blas Camardiel Díaz, jefe de máquinas de la azucarera "Nuestra Señora de las Mercedes" de Alagón. Es el segundo y último hijo de dicho matrimonio. Con anterioridad (1913) había nacido su hermana Mercedes así llamada por el nombre de la azucarera de Alagón. Su árbol genealógico transcurre ampliamente por Alagón con antepasados desde el año 1800; entre los cuales se encuentra, por ejemplo, D. Tomás Saldaña Lapuente, Alcalde Constitucional de Alagón o Prudencio Saldaña, Capitán de Infantería fallecido en la guerra de Cuba (conocida también como "guerra chica") como consecuencia de las heridas recibidas en combate.
De niño, su familia se ve forzada a abandonar Alagón por motivos de presión laborales y sindicales por defender los derechos de los trabajadores. Su padre tenía el cargo de jefe de máquinas de la Azucarera y pertenecía al "ala moderada" de la C.N.T., también llamados treintistas. Era secretario de dicho sindicato y como jefe de máquinas de la Azucarera, se enfrenta a otras facciones y al "trust" de la Azucarera (partidos políticos y empresarios). Como sindicalista y luchador que era, se opuso radicalmente a los turnos esclavistas de trabajo de los obreros de "la Mercedes" que eran de 11 a 14 horas. En ese momento el "trust" hace que Blas Camardiel pase a ser declarado "persona non grata" y es desterrado de la villa de Alagón siendo custodiado por la Guardia Civil a su salida. Deciden entonces trasladarse a Zaragoza.
Se establecen en Zaragoza viviendo en la antigua Plaza del Carbón (ahora Plaza de Salamero). Blas Camardiel, al ser mecánico, y estar muy solicitado este oficio por aquel entonces, encontró trabajo a los pocos meses en el Parque y Talleres de Automovilismo militar ubicado en el barrio de las Tenerías de Zaragoza haciéndose obrero militarizado. Era sindicalista influyente, llegando incluso a dar mítines llenando la Plaza de Toros de la Misericordia de Zaragoza.
Roberto Camardiel cursa el Bachillerato en los Escolapios. A los 14 años, tras dejar los estudios entra como aprendiz en la imprenta de Portabella. Permanece poco tiempo y se coloca como repartidor de Correos y Telégrafos. 
Funda el grupo de Juventudes Católicas de Santiago y una compañía de Teatro aficionado, junto con los hermanos Horno Liria (uno de ellos llegó a ser alcalde de Zaragoza) y otros miembros, como Laín Entralgo, con sede en la Iglesia de Santiago el Mayor de Zaragoza. Es en uno de los locales de dicha iglesia donde comienzan a ensayar obras de teatro, con preferencia por D. Jacinto Benavente al que conoce personalmente. Interpretaban títulos como: "Los intereses creados", "La malquerida", "Pepa Doncel", etc.
Toma clases de interpretación y declamación teatral impartidas por D. Carlos Salvador Ascaso, Coronel Jefe del Regimiento de Pontoneros de Zaragoza, amante del teatro y que simultaneaba su profesión con la enseñanza teatral. Este militar, dramaturgo y abogado, crea la Escuela de Arte Dramático de Zaragoza y funda junto a su hermano José María la Escuela Hersal (Her-manos Sal-vador) de Teatro, de la que Roberto Camardiel forma parte.
A la edad de 16 años comienza a actuar en pueblos próximos a Zaragoza, con el grupo de teatro de juventudes católicas, representando en su mayoría obras de D. Jacinto Benavente. A los 18 años conoce a Ismael Merlo, debido a esta fraternal amistad, Roberto Camardiel fue padrino del bautizo de María Luisa Merlo. Así mismo, Ismael Merlo y su esposa Mª Luisa Colomina fueron padrinos de boda de Mercedes Camardiel (la hermana del actor). En el año 1938, con 20 años de edad, es en el teatro de Guadalajara e interpretando "El Tenorio" con Ismael Merlo, cuando ambos son movilizados para el frente de la Guerra Civil española por una columna republicana, movilización a esta edad que fue conocida como la "leva del biberón" o "quinta del biberón". Transcurridos pocos días piden destino ambos a la Capitanía General de Valencia, sede del Gobierno de la República. Este destino es de "barrenderos" y les es concedido por recomendación del Comisario Político de la Unidad Republicana, que pertenecía a la C.N.T. y que conocía a Blas Camardiel.Terminada la guerra civil regresa a Zaragoza y es movilizado para cumplir por su quinta el Servicio Militar, sirviendo cerca de tres años en el Regimiento de Sanidad Militar número 5, donde le tocó por sorteo, ubicado en frente de lo que hoy se conoce como Hospital Militar de la Defensa de Zaragoza. Una vez licenciado, se traslada a Madrid y prosigue su carrera artística, primero como Director de compañía y como galán en comedias y posteriormente como actor cómico en las compañías teatrales de los empresarios Colsada y Muñoz Román; pasando a ser en esta última compañía de género de revistas, primer actor y director, interpretando muchas veces personajes de "Baturro", en obras como "A vivir del cuento", "Un matraco en Nueva York", "Salud y pesetas". Obras todas ellas de José Muñoz Román. Con dicha compañía, en los años 50, inician una gran gira por México y países sudamericanos, cosechando un gran éxito. Una vez "hechas las américas" la compañía vuelve a recorrer España con estos espectáculos de variedades. Forma también parte de la misma compañía Enriqueta Saldaña (hija del célebre cómico valenciano y “rey” del Paralelo barcelonés Alady). Roberto se enamoró de ella y al regreso de las Américas contraen matrimonio en Madrid. Al poco tiempo el matrimonio se rompió. No tuvieron descendencia.Tras una trayectoria de más de 50 años como director y actor teatral y actor de cine, en el año 1983 se retira de los escenarios con 66 años de edad, vende su piso de Madrid y se muda a Zaragoza, al piso de su hermana, en la urbanización Kasan del distrito del ACTUR- Rey Fernando. Esta decisión vino en parte condicionada por dos aspectos importantes: por un lado, con la edad que tenía, ya no encontraba trabajo tan asiduamente en el mundo del cine donde cada vez había más competencia y "jóvenes talentos"; y por otro, su hermana acababa de quedarse viuda y sintió la necesidad de volver a vivir con ella para acompañarla.
En el año 1985 le ofrecen un pequeño papel en la serie de RTVE "Goya", en el que encarna al Maestro Luzán. Este sería el último papel que interpretó.Es entonces cuando los médicos le detectan una repentina enfermedad en los huesos tras la cual le diagnosticaron unos meses de vida. Fue atendido por el equipo del Doctor Casado y falleció en el hospital Miguel Servet de Zaragoza acompañado las últimas horas de su sobrino Roberto, la esposa de éste, Rosa y el sacerdote D. José Joaquín Pérez Ferrer, el cual le dio la extremaunción. La totalidad de la prensa zaragozana le dedicó obituarios. Sus restos reposan en el Cementerio de Torrero de Zaragoza, al igual que los de su hermana, sus padres y su abuela materna. 
En el año 2004, el Ayuntamiento de Zaragoza, la Diputación General de Aragón y la Sociedad Cooperativa PRIDES le rinden un homenaje dentro del Ciclo de Fotografía S. XXI, en su sección "Caras de Aragón". En este certamen se le dedica una exposición temática en la Sala Hermanos Bayeu del Edificio Pignatelli del Gobierno de Aragón con el comisariado del fotógrafo José Matute Murillo; en la que se exponen miniaturas de carteles de sus películas, fotografías de los planos de las escenas en las que actuó, fotos dedicadas y objetos personales.
En el 2007, el Ayuntamiento de Zaragoza decidió, a propuesta de la Asociación de Vecinos de Kasan del Distrito del Actur;  que el parque público anexo a la urbanización Puente de Santiago (conocida popularmente como edificio Kasan) llevara su nombre. Así se le rinde homenaje en la ciudad y en el distrito en el cual las calles están dedicadas a personajes ilustres relacionados con el arte (pintores, escritores, cineastas...) y en el que pasó sus últimos años de vida. 
Sus amigos decían de él: "Un magnífico actor, generoso y mejor persona".

## Trayectoria
Con 14 años comienza a actuar en compañías de aficionados, inspirado por su hermana Mercedes Camardiel Escudero, que era chica de coro en la compañía de zarzuela de los padres de Plácido Domingo. Compatibiliza el teatro con diferentes oficios. Con 18 años se convierte en actor profesional. Con 24 años realiza papeles de galán en comedias de las principales compañías españolas. Continúa en compañías de revista hasta que es descubierto para el cine, interpretando su primera película titulada “Persecución en Madrid” (1952) y así hasta rodar más de ciento treinta películas, alternando éstas con actuaciones en Televisión Española en series como “Verano azul” (el Alcalde de Nerja D. Epifanio),
la zarzuela “El caserío”, “Teresa de Jesús”, “Curro Jiménez” o “Goya”. Desde 1952 hasta que realiza su última aparición en televisión con la serie "Goya", nunca deja de compatibilizar el cine con la escena teatral.
Como Director y actor en las mejores compañías teatrales y de revista españolas supera en sus obras en muchas ocasiones las 300 representaciones en los teatros de las principales ciudades de España: Excelsior, La Latina, Apolo, Victoria, Argensola... haciendo amistad con algunos de los autores de las obras que representaba como por ejemplo Jacinto Benavente o Miguel de Unamuno. En los setenta compagina con mayor intensidad su trabajo en el cine con el teatro, interpretando la obra “Balada de los tres inocentes” con el por aquel entonces “joven actor” José Sacristán, con giras por los principales teatros españoles. De nuevo participa en compañías de revista, ya que es requerido por muchas de las compañías en las que comienzan a despuntar, en sus primeros pasos, estrellas incipientes como la vedette Norma Duval con la que participaría posteriormente en la película “Tres mujeres de hoy”. Perteneció al Club de Payasos Españoles y Artistas del Circo, de carácter benéfico; era muy amigo de uno de los dos Hermanos Tonetti, José Villa del Río. El club actuaba desinteresadamente en numerosas ciudades españolas. Se reunían en un bar junto al Teatro Circo Price de Madrid, bar Hespérides, donde se realizaban tertulias entre actores y actrices de la época y gente de las artes circenses. Esta asociación servía para sufragar gastos de enfermedad de algunos Payasos, prestarles dinero para sus viajes, o sufragar gastos de cómicos con recursos económicos bajos.
Llegó a rodar 146 títulos a lo largo de 50 años entre películas de cine y series de televisión. En el cine, su físico corpulento condicionó los papeles que interpretó, casi siempre de hombre tosco e impulsivo. Fue uno de los secundarios más prolíficos en la historia del cine en España. Para la importancia que Roberto Camardiel tuvo en el cine español, podemos decir que el único dato oficial del que se dispone a la hora de medir la importancia de las películas del cine español de los años cincuenta y principios de los sesenta son los días que estas películas permanecían en cartel. De las treinta películas más taquilleras en esta época, Roberto actuó en varias de ellas como por ejemplo “Molokai, la isla maldita” (105 días en cartel) o “El ruiseñor de las cumbres” (56 días)... sin contar los días que sus obras de teatro se mantenían en cartelera, que también eran muchos.Dominaba varios idiomas como el inglés y el italiano, lo cual le permitió rodar en varios países como por ejemplo:
- En Italia estuvo once años estableciendo temporalmente su residencia en Roma y rueda muchas películas, entre ellas El coloso de Rodas, con Sergio Leone, o La condesa azul con Zsa Zsa Gabor.
- En Portugal rueda “La luz vem do alto”
- En la Guinea española, “Piedra de toque”, con Arturo Fernández.
- En Jamaica “El hijo del Capitán Blood”
- En Méjico “El Lobo Negro”
- En Francia “El hombre de Marrakech”, “Escape libre” y  “Trop jolies pour être honnêtes” (Demasiado bonitas para ser honestas).
- En Alemania (del Oeste -RFA-) "La Venganza del Doctor Mabuse"

Su filmografía incluye decenas de Spaghetti western y Chorizo western. Roberto Camardiel participó en al menos cinco de los que algunos críticos y cinéfilos dicen que son los mejores diez westerns, encarnando diferentes papeles (unos más de coprotagonista y otros más de actor secundario), comenzando por “El halcón y la Presa” y siguiendo títulos como “Por un puñado de dólares" (la muerte tenía un precio), "El Llanero", "Adiós, gringo", "El Hijo de Jesse James", "Joaquín Murríeta", "Arizona Colt", "Oro maldito", "Un tren para Durango", "Tequila", "Una bala marcada"...

Rodó con prácticamente la totalidad de los directores más reconocidos de cine de su época: Sergio Leone, Tulio Demichelli, Luis García Berlanga, Pío Caro Baroja, Alfonso Balcázar, Antonio Mercero, Antonio del Amo, Edgar Neville, Juan Antonio Barbem, Jorge Grau, Mariano Ozores, Juan de Orduña, Luis Lucía, Pedro Olea, Juan Bosch, León Klimovsky, Paolo Bianchini, Luis César Amadori o Vicente Escrivá entre otros. 
Aparece en más de 250 carteles de películas nacionales e internacionales. De éstos, en más de la mitad (aproximadamente en 180) aparece el nombre de Roberto Camardiel en letras destacadas. En alguno aparece incluso su retrato, como es el caso de las películas “Misión Arenas Ardientes”, “Un, dos tres, Dispara otra vez” (western europeo), “A luz Vem do Alto” o “Cabezas quemadas” (Les tètes brulées).
Cabe decir que ningún actor español protagoniza tal cantidad de carteles de películas extranjeras desde los años 50 a los 90.

## Los niños "prodigio" y los "nuevos talentos" musicales
Cuando ya era un actor consagrado, comenzaban a hacer sus “primeros pinitos” en el cine junto a él artistas como Jorge Sanz ("El Timbaler del Bruc"), Gila ("El hombre que viajaba despacito"), o cantantes como Mike Ríos (Miguel Ríos - "Hamelín").  A partir de los años 60, las productoras cinematográficas españolas, siguiendo los pasos de Hollywood, comenzaron a explotar el filón de estrellas cinematográficas infantiles que se convirtieron en algunas ocasiones en ídolos de multitudes. Eran los conocidos como “niños prodigio”. Tales fueron los casos de Joselito (José Jiménez Fernández), Marisol (la malagueña Josefa Flores González), Rocío Dúrcal, Pili y Mili o el niño “Angelito”. Roberto Camardiel trabajó con todos ellos, coprotagonizando algunas de las películas en las que intervinieron. Roberto Camardiel dijo en alguna ocasión: “en el cine es más fácil trabajar con los perros que con los niños”, expresando la dificultad que entrañaba el hecho de trabajar con niños en el mundo del cine.
Pasó lo mismo con los musicales: En algunas de las películas en las que intervino, el género musical ocupó un papel protagonista. Desde el cuplé o la zarzuela, pasando por el flamenco y llegando hasta el pop o el rock, Roberto Camardiel intervino en películas en las que la música "enganchaba" al público. Aún ahora podríamos hacer un interminable listado de esas canciones que seguro que recordamos todos. Eran canciones que servían para transmitir los sentimientos de los personajes de las películas a través de la música. Algunas canciones eran entrañables, otras "marchosas", y otras populares y enraizadas en el folclore español. Estas películas también aprovechaban para iniciar o consolidar las carreras musicales de artistas como Maikel (Miguel) Ríos, Raphael, Marisol, Rocío Dúrcal, Manolo Escobar, Lola Flores, Marifé de Triana... mediante la promoción cinematográfica.

## Personajes interpretados
Roberto Camardiel interpretó una amplia variedad de personajes. En la escena teatral hizo de galán, de baturro, de militar, de actor de variedades, hizo monólogos, bailaba con las vicetiples....

En el cine y la TV fue un actor versátil y prolífico que un día interpretaba personajes montando a caballo, al día siguiente se subía a un escenario, al otro se embarcaba en una goleta para interpretar a un pirata... Interpretó a forajidos terratenientes, sheriffs o al compañero fiel del protagonista en algunos western, al pícaro "Pepino" que acompañaba a Joselito en "El ruiseñor de las cumbres" o al ladrón que raptaba a Marisol en "Tómbola", al Burgomaestre del pueblo de Hamelín, al alcalde de Nerja en "Verano Azul", a un campesino o al dueño de un faro en "Curro Jiménez", a un sargento de la policía o a un cabo de la guardia civil, a un doctor, a un gran empresario, al inspector o al comisario de policía o a un mendigo.... 
Una de las interpretaciones más disparatadas y desconocidas es la del General José Limar en la película italiana "I dúe parà" (los dos paracaidistas), en la que Roberto Camardiel encarna a un despiadado dictador en una hilarante comedia italiana. Fue el abogado de Za-Za Gabor en "La Condesa Azul", o Stefanidès junto a Jean-Paul Belmondo en "Escape Libre".
Interpretó personajes nobles como condes, reyes... fue Cleonte en "Ursus", Cefeo en "El valle de los hombres de piedra", un conserje de hotel en "Mensajeros de Paz" o un galán en "Aquí están las vicetiples".
Fue el Maestro Luzán en la serie "Goya", el califa en "Cristóbal Colón, de oficio... descubridor", Mosén Ramón en "La leyenda del Tambor" (Timbaler del Bruch), alcalde, propietario de taberna, productor discográfico, tendero del barrio, médico de la misión, contrabandista...
Sus últimos trabajos en el cine estuvieron unidos a la comedia del "destape" de los primeros años después de la transición, con títulos como "Cristóbal Colón, de oficio...descubridor" o "El Cid Cabreador".
Recibió varios reconocimientos a sus interpretaciones.

## Premios
Medallas del Círculo de Escritores Cinematográficos
| Año  | Categoría             | Película                      | Resultado |
| ---- | --------------------- | ----------------------------- | --------- |
| 1962 | Mejor actor principal | Ensayo general para la muerte | Ganador   |

- En 1964 obtiene el Premio Nacional a la Mejor Interpretación Principal Masculina por sus interpretaciones en Isidro Labrador,[9] de Rafael J. Salviá, y en "Piedra de toque",[10] de Julio Buchs, diploma entregado por el aquel entonces Ministro D. José Solís Ruiz..

## Vida social y Anécdotas
- Como no puede ser de otra manera, tuvo una gran vida social y conoció a un sinfín de artistas de otros ámbitos (música, pintura, escritura, escultura, etc). Es el caso por ejemplo de Gloria Lasso (amiga de Édith Piaf), a la que conoció en México y con la que tuvo una estrecha amistad.

- En la España convulsa de los años 30, cuando actuaban por algunos pueblos próximos a Zaragoza y dependiendo de las ideologías de algunos vecinos, si éstos se enteraban de que el grupo de teatro de Roberto estaba formado por jóvenes católicos, en algunas ocasiones llegaban a ser apedreados.

- Estando destinado en la Capitanía General de Valencia de barrendero junto a Ismel Merlo durante la guerra; ellos eran dos jóvenes galanes, y un día, barriendo cerca de la Sede del Gobierno de la República, pasaron junto a ellos un grupo de milicianas. Ellos siguieron barriendo como si tal cosa, y ellas, al ver que aquellos galanes no les hacían mucho caso, se sintieron contrariadas e incluso quizás ofendidas. Les dijeron: “si supiéramos que sois del escapulario, os dábamos el paseo...” que por aquel entonces y en aquella sinrazón de la guerra civil significaba que si te consideraban católico te llevaban a fusilar. Ellos negaron ser católicos. Cuando contaba esta anécdota Roberto siempre decía: ¿no negó Pedro tres veces a Jesucristo...? pues no iba a ser yo menos...”

- En el apogeo de su carrera llegaba a ganar unas 500 pesetas diarias. El sueldo medio de una persona acomodada por aquel entonces podrían ser en torno a unas 3.000 pesetas al mes (por ejemplo es lo que cobraba un teniente del ejército español). En los primeros años no tenían cotizaciones (eran como autónomos) y prácticamente el dinero que ingresaban lo gastaban, bien en los constantes viajes, en las estancias, en vestuarios propios, etc. Era costumbre entre los actores no tener un lugar de residencia fijo. También por esa época era costumbre entre los actores prestarse dinero en caso de necesidad, por lo que Roberto Camardiel, haciendo siempre gala de una gran amistad y generosidad, hizo muchísimos préstamos (algunos de grandes cantidades) a los actores y amigos que le rodearon.  Esto le llevó, en gran parte, a morir de una manera sencilla y humilde, sin pasar necesidades pero sin haber acumulado riqueza alguna.

- A lo largo de su vida también contribuyó a sufragar gastos de asociaciones como la del Club de Payasos e hizo muchas obra de caridad haciendo gala de su gran generosidad. Algunas de estas donaciones están incluso documentadas en algún periódico de la época. Un ejemplo de la generosidad que tenía, aparece en la hemeroteca del desaparecido Diario “Lucha” de Teruel, el 6 de enero de 1961, en el que se dice lo siguiente: “Con motivo de estas fiestas de Navidad, el famoso actor de cine Roberto Camardiel, intérprete junto a Joselito de la película rodada en Mora de Rubielos, «El ruiseñor de las cumbres», que ya se captó la simpatía de todo el pueblo desde el primer momento, ha tenido el gesto de escribir y felicitar a nuestro popular «Crescencio» con un regalo de 100 pesetas que le han venido de perilla. Desde estas columnas saludamos y le damos las gracias a este simpático artista, que ha sabido recordar en días tan señalados al necesitado, y ha querido remediar en parte esta pobreza. ¡Bien, Roberto! Todo el pueblo te ha agradecido el gesto, y si su simpatía era grande hacia ti, hoy se ve aumentada por tu acción”.

- Solía visitar cada Navidad la leprosería o lazareto de la localidad valenciana de Fontilles,  junto con su amigo y gran actor Juan Luis Galiardo. Tuvo algo que ver el Padre Damián de Molokai apodado “el apóstol de los leprosos”, que dedicó su vida al cuidado de los leprosos de Molokai en el Reino de Hawái (EE.UU), representado en su película “Molokai: la isla maldita”, en la que Roberto intervino.

- Entre sus amigos más próximos se encontraban: Juan Badenes Miralles (pintor), Alfonso Rojas Melquíades (actor jerezano), Ignacio Moreno (tenor y locutor de Radio Zaragoza), Conchita Carrillo (locutora de Radio Zaragoza), Ismael Merlo (actor), Juan Luis Galiardo (actor), Trudi Bora (supervedette), Arturo Fernández (actor), Mª José Cabrera (locutora de radio y TV), Fermín Murillo (torero), Hermanos Tonetti (payasos de circo), Fernando Sancho (actor), Paca Gabaldón (actriz), Mª Pilar Pérez Viñuales (Historiadora) ........ y muchos más.

- Sobre las películas hay un sinfín de curiosidades. Una de ellas está en la película “El taxi de los conflictos”.[11] Es esta una película de comedia musical estrenada en 1969 dirigida por José Luis Sáenz de Heredia y Mariano Ozores, y protagonizada por Juanjo Menéndez. Se da la circunstancia de que Roberto, al igual que el resto de pácticamente todos los actores, hicieron sus apariciones sin cobrar, ya que la película era una forma de ayudar a Sáenz de Heredia, que se encontraba en un momento de grave crisis económica. Junto a Roberto Camardiel intervienen entre otros: Alberto Fernández de la Rosa,  Antonio Flores, Lola Flores, Rosario Flores, Isabel Garcés, Antonio González "ElPescaílla", Rafael López Somoza, María Mahor, Marisol, Massiel, Alfredo Mayo, Gracita Morales, Juanito Navarro, Antonio Ozores, Carmen Sevilla, Concha Velasco, Juanjo Menéndez, PilarBayona, Alberto Closas, Manolo Codeso, Jaime de Mora y Aragón, JuanDiego, Eduardo Fajardo...

- Encontramos en la web referencias a Roberto, a sus personajes y a sus interpretaciones en algunos blogs de cinéfilos en varios idiomas: en español,[12] en italiano,[13] en portugués, en francés[14]...
- Durante su última etapa recibe varios homenajes. Es miembro del jurado del festival nacional de teatro aficionado de la localidad de Alfajarín en los inicios de este certamen, organizado por la Asociación Cultural “La Portaza”, aportando así su granito de arena a consolidar este evento.
- Un día, cuando se estaba peinando, sintió un gran dolor en el brazo: se le había desprendido uno de los huesos. Fue trasladado de urgencia a la M.A.Z. (Mutua de accidentes de Zaragoza) donde fue operado y le pusieron una prótesis. En los días siguientes se le trasladó al hospital Miguel Servet de Zaragoza (conocido popularmente como “la casa grande”). Allí los médicos, cuando vieron las radiografías, le confirmaron la mala noticia a los familiares. Tenía los huesos “picados” y vieron que su enfermedad (descalcificación de los huesos) no le iba a conceder más de unos cuantos meses de vida.
- En su localidad natal, el ayuntamiento le ha dedicado desde el año 2014 un espacio homenaje permanente. Se encuentra en el Audtorio Arcón de Alagón y en él se pueden observar objetos personales cedidos por su sobrino Roberto Gutiérrez Camardiel y sobrina política Rosa Mª López Alonso; como son por ejemplo fotografías dedicadas, carteles originales de sus películas, planos originales, retratos, el pergamino original del premio al mejor actor español, etc. También se encuentra entre dichos objetos cedidos el único retrato realizado a Roberto Camardiel en vida por el afamado pintor Juan Badenes, cuaya familia ha cedido el retrato a dicha exposición permanente.
- Es el 27 de febrero de 2017, con el motivo de su centenario, cuando Roberto Gutiérrez López (sobrino nieto de Roberto Camardiel) realiza la presente biografía tras una elboración de investigación de cinco años de trabajo recabando información de hemeroteca, entrevistas personales y vivencias propias.
- En el centenario de su nacimiento, la Comparsa de Gigantes y Cabezudos de Alagón le dedica un cabezudo en su nombre. Fue "bautizado" el 23 de abril de 2017, festividad de San Jorge, patrón de Aragón. El cabezudo está caracterizado de su personaje de Rey Jerjes de la película "El Coloso de Rodas", superproducción de la época de los años 60 rodada en Italia y dirigida por Sergio Leone.

## Filmografía completa (148 títulos)
- Goya (1985)
- El mayorazgo de Labraz (1983)
- El Cid cabreador (1983)
- Juana la Loca... de vez en cuando (1983)
- El jardín de Venus  TV (1983)
- Nacional III (1982)
- Cristóbal Colón, de oficio... descubridor (1982)
- La leyenda del tambor (1981)
- El lobo negro (1981)
- Verano azul 
  - No matéis mi planeta, por favor (1981)
- Cervantes (1981)
- Habibi, amor mío (1981)
- Tres mujeres de hoy (1980)
- El liguero mágico (1980)
- Sus años dorados (1980)
- Escrito en América 
  - Cadáveres para la publicidad (1979)
- 7 días de enero (1979)
- Un hombre llamado Flor de Otoño (1978)
- Cabo de Vara (1978)
- Venus de fuego (1978)
- La ciudad maldita (1978)
- La ocasión (1978)
- Doña perfecta (1977)
- Marcada por los hombres (1977)
- Curro Jiménez 
  - El destino de Antonio Navajo (1977)
- Mauricio, mon amour (1976)
- Guerreras verdes (1976)
- Sábado, chica, motel ¡qué lío aquel! (1976)
- Las delicias de los verdes años (1976)
- El calor de la llama (1976)
- Casa Manchada (1975)
- El extraño amor de los vampiros (1975)
- El regreso de Edelmiro (1975)
- Cuando el cuerno suena (1975)
- Bienvenido Mr Krif (1975)
- La endemoniada (1975)
- Solo ante el streaking (1975)
- Me has hecho perder el juicio (1973)
- Vacaciones sangrientas (1973)
- Uno, dos, tres... dispara otra vez (1973)
- Demasiado bonitas para ser honestas (1972)
- Il West ti va stretto, amico... è arrivato Alleluja (1972)
- La venganza del doctor Mabuse (1972)
- En el Oeste se pueden hacer amigos (1972)
- La garbanza negra, que en paz descanse... (1972)
- Una bala marcada (1972)
- El caserío - Zarzuela (TV) (1972)
- Les llamaban y les llaman dos sinvergüenzas (1972)
- Me debes un muerto (1971)
- El Cristo del océano (1971)
- Tequila (1971)
- Y ahora le llaman Aleluya (1971)
- Simón, contamos contigo (1971)
- Un dólar y una tumba (1970)
- Trasplante a la italiana (1970)
- Arizona vuelve (1970)
- El hombre invisible (1970)
- El ángel (1969)
- Cuatro noches de boda (1969)
- Prisionero en la ciudad (1969)
- El taxi de los conflictos (1969)
- Susana (1969)
- El Valor de un cobarde (1969)
- El médico y el curandero (1969)
- Un tren para Durango (1968)
- Escuela de enfermeras (1968)
- El marino de los puños de oro (1968)
- La ametralladora (1968)
- Platero y yo (1968)
- Entre dios y el diablo (1968)
- La querella - serie TV (1968)
- En el oeste se puede hacer... amigo (1967)
- Hamelín (1967)
- Cabezas quemadas (1967)
- Oro maldito (1967)
- Con el corazón en la garganta (1967)
- 7 mujeres para los Mc Gregor (1967)
- Arizona colt (1966)
- Siete pistolas para Timothi (1966)
- El halcón y la presa (1966)
- Misión arenas ardientes (1966)
- Un gángster viene de Brooklin (1966)
- Las últimas horas (1966)
- ¡Es mi hombre! (1966)
- La muerte cumple condena (1966)
- El hombre de Marrakech (1966)
- La muerte tenía un precio (1965)
- I due parà (1965)
- Adiós gringo (1965)
- Orden: FX18 debe morir (1965)
- Los cuatro implacables (1965)
- El hijo de Jesse James (1965)
- El asesino de Düsseldorf (1965)
- 001, operación Caribe (1965)
- Joaquín Murrieta (1965)
- ... Whisky y vodka (1965)
- Johny West il mancino (1965)
- La escala de la muerte (1965)
- Aquella joven de blanco - Bernabette de Lourdes (1965)
- Acción en Mallorca (1964)
- Isidro el labrador (1964)
- A escape libre (1964)
- El señor de La Salle (1964)
- Rueda de sospechosos (1964)
- Ensayo general para la muerte (1963)
- Bochorno - serie TV (1963)
- Rocío de La Mancha (1963)
- El llanero (1963)
- Piedra de toque (1963)
- El valle de los hombres de piedra (1963)
- Juego de hombres (1963)
- Bahía de Palma (1962)
- El hijo del capitán Blood (1962)
- El hombre del expreso de Oriente (1962)
- Tómbola (1962)
- Salto mortal (1962)
- Siempre en mi recuerdo (1962)
- Teresa de Jesús (1961)
- Aquí están las vicetiples (1961)
- El coloso de Rodas (1961)
- Pachín almirante (1961)
- Bello recuerdo (1961)
- El hombre de la isla (1961)
- El último verano (1961)
- Ursus (1961)
- La estatua (1961)
- Pachín (1961)
- La Contessa Azzurra (1960)
- Mi calle (1960)
- ¡Ahí va otro recluta! (1960)
- Culpables (1960)
- Bajo el cielo andaluz (1960)
- Nada menos que un arkángel (1960)
- Un ángel tuvo la culpa (1960)
- La encrucijada (1960)
- La vida privada de Fulano de Tal (1960)
- Llegaron dos hombres (1959)
- A Luz Vem do Alto (1959)
- Molokai, la isla maldita (1959)
- El ruiseñor de las cumbres (1958)
- Una muchachita de Valladolid (1958)
- Aquellos tiempos del cuplé (1958)
- Un indiano en Moratilla (1958)
- Mensajeros de paz (1957)
- Los ángeles del volante (1957)
- El hombre que viajaba despacito (1957)
- Todos somos necesarios (1956)
- Persecución en Madrid (1952)

## Obras teatrales por orden cronológico (incompleta)
| AÑO DE REPRESENTACIÓN | TÍTULO OBRA                            | TEATRO                     | OBSERVACIONES |
| --------------------- | -------------------------------------- | -------------------------- | --- |
| 1938                  | D. Juan Tenorio                        | Guadalajara                | Actúa junto con su amigo Ismael Merlo |
| 1941                  | Pedro I, modesto criado                | Argensola (Zaragoza)       | Estrenada el 21 de mayo de 1941. Personajes: Luisa Solbes (Laura Bové), Rosa (Carmen Muñoz Gar), Celia (Emma Picot), Lucía (Amelia Suso), Consuelo (Micaela Pinaqui), Señorita estudiante (Conchita Arquimbau), Visitante (Juanita Espín), Enfermera (Carmen Díaz), Pedro (Emilio C. Espinosa), Don Juan Remartínez (Delfín Prieto), Julián (Roberto Camardiel), Doctor Jalón (Rafael Calvo), Napoleón (Fortunato García), Espiridión (Manuel Sillero), Ayudante (Luisito Torner), visitantes, ayudantes y enfermeras. Acción: En una populosa ciudad que no sea española. |
| 1951                  | ¡Salud y Pesetas!                      | Madrid                     | Compañía de José Muñoz Román. Actúa con Mary Begoña, Antonio Garisa, Quique Camoiras y la soprano Fina Gessa. |
| 1952                  | ¡A Roma por Todo!                      | La Latina (Madrid)         | Obra de Mariano y Antonio Ozores |
| 1952 y 1953           | ¡A Vivir del Cuento!                   | Español (Barcelona)        | Más de 100 representaciones. Variedades Tiples Vicetiples y bailarines. |
| 1953                  | Yo Soy Casado Señorita                 | Martín (Madrid)            | Compañía de Revistas de Muñóz Román y Maestro Guerrero. |
| 1953                  | La Vida del Otro                       | Serrano (Valencia)         | De Carlos Llopis. Estrenada el 8 de enero de 1947 : Personajes: Víctor (Ismael Merlo), Herranz (Francisco Piquer), Antonio (José García Noval), Rosaura (Ana Mª Morales), Eduardo (Roberto Camardiel), Jaime (Abelardo Merlo), Pedro (Juan Rodriguez), Rodolfo (Federico García), Nelly (Maria Luisa Colomina), Mariano (Marcial Gómez), Alicia (Carmina Merlo). Farsa en un prólogo y dos actos, el segundo dividido en dos cuadros. |
| 1954                  | El As de Bastos                        | Apolo (Barcelona)          | Compañía de Tomás Ros. Comedia con ilustraciones musicales de Bonavía y Mestres Actúa con Mercedes Llofríu .. ¡Hacia las 100 representaciones! |
| 1954                  | El As de Bastos                        | Victoria (Barcelona)       | Actúa con Mercedes Llofríu, 15 pesetas la mejor butaca. A las 6 y 10:45 tardes de domingo |
| 1955 y 1956           | ¡Que Sí Que Sí!                        | La Latina (Madrid)         | Compañía titular de revistas. Actúa con Mari Begoña, Esperanza Roy y Antonio Garisa y Los Chimberos |
| 1957                  | Festival Damnificados                  | Cine Excelsior (Madrid)    | Actúa con José Luis Ozores, Toni Leblanc, Francisco Rabal y más de 50 artistas. |
| 1970                  | No despiertes a la Mujer de tu Prójimo | Alcázar (Madrid)           | Actúa con María Luisa Merlo y Carlos Larrañaga, Addy Ventura, Rubén García, Marta Puig, Ángeles Hortelano y Pedro Valentín. |
| 1970                  | No Despiertes a la Mujer de tu Prójimo | Español (Barcelona)        | Dirigida por Adrián Ortega. Actúa con María Luisa Merlo y Carlos Larrañaga, Addy Ventura, Rubén García, Marta Puig, Ángeles Hortelano y Pedro Valentín. |
| 1971                  | ¡Chao!                                 | Infanta Isabel (Madrid)    | Actúa junto con Margot Cottens, Luis Peña, Eusebio Poncela, Pepe Calvo y Bárbara Lis. Dirigida por Mª José Goyanes y Alberto Closas |
| 1973, 1974 y 1975     | Balada de los Tres Inocentes           | Jacinto Benavente (Madrid) | Estrenada en el Teatro Jacinto Benavente (Madrid) el 17 de enero de 1973 Personajes: Gino (José Sacristán), Vittorio (Roberto Camardiel), Sr. Obispo (Joaquín Roa), Sofía (María Luisa Ponte), María (Mary Paz Pondal), Sandro (Antonio Rosa), alcalde (Alfredo Cembreros). Dirección: Cayetano Luca de Tena. Decorados: Emilio Burgos. Escenario: Acto I y II, salón comedor de una casa de pueblo del sur de Italia. |
| 1973, 1974 y 1975     | Balada de los Tres Inocentes           | Barcelona (Barcelona)      | Actúa con Con Olga Peiró, Dirección de Cayetano Luca de Tena. Sin intención política, sólo para llorar de risa. ¡Hacia las 500 representaciones! |
| 1973, 1974 y 1975     | Balada de los Tres Inocentes           | Infanta Isabel (Madrid)    | Actúa con Pedro Valentín, Carlos Casaravilla |